# Campionato europeo C di football americano 2003
Il campionato europeo C di football americano 2003 (in lingua inglese 2003 American Football European Championship - Pool C), noto anche come Danimarca 2007 in quanto disputato in tale Stato, è stato la prima edizione del campionato europeo C di football americano per squadre nazionali maggiori maschili organizzato dalla EFAF.
Ha avuto inizio il 27 luglio e si è concluso il 2 agosto 2003 a Copenaghen.

## Stadi
Distribuzione degli stadi del campionato europeo C di football americano 2003
| Copenaghen            | Vanløse Idrætspark (Copenaghen) |
| Vanløse Idrætspark    | Vanløse Idrætspark (Copenaghen) |
| 55°41′00″N 12°35′00″E | Vanløse Idrætspark (Copenaghen) |
| Capacità:             | Vanløse Idrætspark (Copenaghen) |
| Altitudine:           | Vanløse Idrætspark (Copenaghen) |
|                       | Vanløse Idrætspark (Copenaghen) |

## Squadre partecipanti
| Pr. | Squadra     | Data di qualificazione | Qualificata in quanto |
| --- | ----------- | ---------------------- | --------------------- |
| 1   | Russia      |                        |                       |
| 2   | Italia      |                        |                       |
| 3   | Rep. Ceca   |                        |                       |
| 4   | Paesi Bassi |                        |                       |
| 5   | Danimarca   |                        | Nazione organizzarice |

## Prima fase

### Risultati
| Copenaghen 27 luglio 2003, ore 18:00 CEST Incontro 1                                      | Danimarca | 3 – 7 (3-0 0-7 0-0 0-0) referto referto 2    | Rep. Ceca | Vanløse Idrætspark |
| Fromberg 4':35" Q1 ( FG ) 19yd Marcatori Hruzík 8':30" Q2 ( TD ) 35yd run Šild Q2 ( pat ) |           |                                              |           |                    |
|                                                                                           |           |                                              |           |                    |
| Fromberg 4':35" Q1 (FG) 19yd                                                              | Marcatori | Hruzík 8':30" Q2 (TD) 35yd run Šild Q2 (pat) |           |                    |

| Copenaghen 29 luglio 2003, ore 14:00 CEST Incontro 2 | Rep. Ceca | 14 – 28 (0-6 7-8 7-7 0-7) referto referto 2 | Italia | Vanløse Idrætspark |
| Hruzík 0':32" Q2 ( TD ) 3yd run Šild Q2 ( pat ) Krejbich 0':44" Q3 ( TD ) 1yd run Šild Q3 ( pat ) Marcatori Sangenette 1':05" Q1 ( TD ) 41yd pass from Bucciol Angeloni 5':29" Q2 ( TD ) 2yd run Sangenette Q2 ( TD ) pass from Bucciol Capodaglio 4':25" Q3 ( FG ) 9yd pass from Bucciol Mazzanti Q3 ( pat ) Sangenette 11':52" Q4 ( TD ) 40yd pass from Bucciol Mazzanti Q4 ( pat ) |           | |        |                    |
| |           | |        |                    |
| Hruzík 0':32" Q2 (TD) 3yd run Šild Q2 (pat) Krejbich 0':44" Q3 (TD) 1yd run Šild Q3 (pat) | Marcatori | Sangenette 1':05" Q1 (TD) 41yd pass from Bucciol Angeloni 5':29" Q2 (TD) 2yd run Sangenette Q2 (TD) pass from Bucciol Capodaglio 4':25" Q3 (FG) 9yd pass from Bucciol Mazzanti Q3 (pat) Sangenette 11':52" Q4 (TD) 40yd pass from Bucciol Mazzanti Q4 (pat) |        |                    |

| Copenaghen 29 luglio 2003, ore 18:00 CEST Incontro 3 | Paesi Bassi | 10 – 28 (0-14 2-0 0-14 8-0) referto | Russia | Vanløse Idrætspark |

| Copenaghen 31 luglio 2003, ore 14:00 CEST Incontro 4 | Italia | 63 – 21 (28-0 15-12 13-0 7-9) referto | Paesi Bassi | Vanløse Idrætspark |

| Copenaghen 31 luglio 2003, ore 18:00 CEST Incontro 5 | Russia | 42 – 15 (7-10 15-5 20-0 0-0) referto | Danimarca | Vanløse Idrætspark |

### Classifica
| Squadra     | %     | G | V | P | S | PF | PS | DP  |
| ----------- | ----- | - | - | - | - | -- | -- | --- |
| Italia      | 1.000 | 2 | 2 | 0 | 0 | 91 | 35 | +56 |
| Russia      | 1.000 | 2 | 2 | 0 | 0 | 70 | 25 | +45 |
| Rep. Ceca   | .500  | 2 | 1 | 0 | 1 | 21 | 31 | -10 |
| Danimarca   | .000  | 2 | 0 | 0 | 2 | 18 | 49 | -31 |
| Paesi Bassi | .000  | 2 | 0 | 0 | 2 | 31 | 91 | -60 |

## Finali

### Finale 3º - 4º posto
| Copenaghen 2 agosto 2003, ore 12:00 CEST Incontro 6 | Danimarca | 20 – 45 (0-12 0-6 6-14 14-13) referto referto 2 | Rep. Ceca | Vanløse Idrætspark |
| Worm 1':21" Q3 ( TD ) 28yd pass from Khan A. Andersen 5':47" Q4 ( TD ) 9yd pass from Khan Riis 1':48" Q4 ( TD ) 26yd pass from Khan Worm Q4 ( tpc ) pass from Khan Marcatori Šamšula 9':31" Q1 ( TD ) 4yd run Šamšula 3':16" Q1 ( TD ) 1yd run Krejbich 6':20" Q2 ( TD ) 1yd run Beneš 8':27" Q3 ( TD ) 35yd pass from Navrátil Šild Q3 ( pat ) Vrba 2':29" Q3 ( TD ) 10yd pass from Navrátil Šild Q3 ( pat ) Skoupý 9':39" Q4 ( TD ) 9yd pass from Kosniovský Šild Q4 ( pat ) Dopita 8':10" Q4 ( TD ) 10yd blocked punt return |           | |           |                    |
| |           | |           |                    |
| Worm 1':21" Q3 (TD) 28yd pass from Khan A. Andersen 5':47" Q4 (TD) 9yd pass from Khan Riis 1':48" Q4 (TD) 26yd pass from Khan Worm Q4 (tpc) pass from Khan | Marcatori | Šamšula 9':31" Q1 (TD) 4yd run Šamšula 3':16" Q1 (TD) 1yd run Krejbich 6':20" Q2 (TD) 1yd run Beneš 8':27" Q3 (TD) 35yd pass from Navrátil Šild Q3 (pat) Vrba 2':29" Q3 (TD) 10yd pass from Navrátil Šild Q3 (pat) Skoupý 9':39" Q4 (TD) 9yd pass from Kosniovský Šild Q4 (pat) Dopita 8':10" Q4 (TD) 10yd blocked punt return |           |                    |

### Finale
| Copenaghen 2 agosto 2003, ore 16:00 CEST Incontro 7 | Italia | 35 – 43 (13-7 20-15 0-14 2-7) referto | Russia | Vanløse Idrætspark |

## Campione
| Campione Russia promossa nel Campionato europeo B di football americano 2004 in Francia. |